# Kawasaki KLE 500
Die Kawasaki KLE 500 ist ein geländegängiges Motorrad des japanischen Fahrzeugherstellers Kawasaki. Die Reiseenduro wurde 1990 auf der internationalen Zweiradmesse IFMA in Köln der Presse als „gemäßigtes Funbike“ vorgestellt und bis 2007 in Japan hergestellt.

## Versionshistorie
1991 hatte die KLE 500 (Typ LE500A) mit einer Nennleistung von wahlweise 27 oder 50 PS zu einem Preis von 8810 D-Mark Premiere. Zwei Jahre später überarbeitete Kawasaki das Getriebe, um ein selbständiges Herausspringen von Getriebestufen zu unterbinden. 1994 erfolgte eine dezente Modellpflege mit neu gestaltetem Verkleidungsoberteil, bequemer gepolsterten Stufensitzbank und einem standhafteren Steuerkettenspanner.
1996 wurden der Vergaser, der Luftfilter und die Schalldämpfer überarbeitet, um die niedrigeren Geräusch- und Abgasgrenzwerte einzuhalten, so dass die Nennleistung auf 48 PS sank. Das Getriebe wurde länger übersetzt. Ein Jahr später wurde ein Sekundärluftsystem eingeführt, das über den Unterdruck im Ansaugkanal angesteuert wird und Frischluft in die Auslasskrümmer einströmen lässt. 1999 entfiel die hintere Kotflügelverlängerung und die Riemen für den Beifahrer wurden durch Haltegriffe ersetzt. 2003 wurde ein permanentes Abblendlicht eingeführt und im darauf folgenden Jahr das Modell LE 500 A aus dem Programm genommen.
2005 debütierte mit dem Nachfolgemodell LE 500 B1H/B1P eine überarbeitete Version mit neu gestalteter Verkleidung und Doppelscheinwerfern. Die Abgasanlage hatte einen Euro-2-konformen, ungeregelten Katalysator, durch den die Nennleistung auf 45 PS sank. Das Cockpit und die Sitzbank waren modifiziert und die Gabel überarbeitet. Optisch orientierte sich das Design an den Naked Bikes Kawasaki Z 750 und Z 1000, deren Lampenmaske mit Doppelscheinwerfer die KLE übernahm. Die Verkleidung der Scheibenbremse entfiel für eine bessere Fahrtwindkühlung derselben. Zwei Jahre später wurde die Produktion zugunsten des Nachfolgers Kawasaki KLE 650 Versys endgültig eingestellt.

## Konstruktion

### Antrieb
Der flüssigkeitsgekühlte Zweizylindermotor mit 498 cm³ Hubraum stammt vom Sporttourer Kawasaki GPZ 500 S. Der Reihenmotor erzeugt eine Nennleistung von 33 kW (45 PS) und ein maximales Drehmoment von 41 Nm bei einer Drehzahl von 7500 min−1. Durch Nockenwellen mit geänderten Steuerzeiten hat die KLE 10 PS weniger Leistung als die GPZ. Die vier Ventile je Zylinder werden von zwei obenliegenden, kettengetriebenen Nockenwellen über Schlepphebel gesteuert. Die zwei Zylinder haben eine Bohrung von 74 mm Durchmesser, die Kolben einen Hub von 58 mm bei einem Verdichtungsverhältnis von 9,8:1.
Das Motorrad beschleunigt in 5,8 Sekunden von 0 auf 100 km/h und erreicht eine Höchstgeschwindigkeit von 168 km/h. Ab einer Drehzahl von ungefähr 10.800 min−1 setzt der Drehzahlbegrenzer ein.
Der Verbrauch schwankt zwischen 4,8 und 7,1 Liter Kraftstoff auf 100 km und ermöglicht eine theoretische Reichweite von lediglich 150 bis 200 km.

### Fahrwerk
Das Fahrwerk baut auf einem Doppelschleifen-Stahlrohrrahmen auf. Eine Zweiarmschwinge aus Stahl mit einem Zentralfederbein mit Hebelsystem führt das Hinterrad, eine herkömmliche Teleskopgabel das Vorderrad. Der Lenkkopfwinkel beträgt 63 Grad, der Nachlauf 105 mm. Die Übersetzung geschieht durch ein klauengeschaltetes Getriebe mit sechs Schaltstufen, eine mechanisch betätigte Mehrscheibenkupplung im Ölbad trennt den Motor vom Getriebe.
Eine O-Ring-Kette verbindet im Sekundärantrieb das Antriebsritzel mit dem Zahnrad am Hinterrad. Die maximale Zuladung beträgt 175 kg, die Zulässige Gesamtmasse 380 kg.

### Bremsanlage
Am Vorderreifen verzögert eine schwimmend gelagerten Scheibenbremse mit 300 mm Durchmesser und Zweikolben-Bremssattel, hinten eine Scheibenbremse mit 230 mm Durchmesser und Einkolben-Schwimmsattel.

### Kraftstoffversorgung
Zwei Gleichdruckvergaser von Keihin erzeugen das Verbrennungsgemisch, das von einer CDI gesteuerten Zündkerze gezündet wird. Der Hersteller empfiehlt die Verwendung von bleifreiem Motorenbenzin mit einer Klopffestigkeit von mindestens 91 Oktan. Der Kraftstofftank hat ein Volumen von 15 Litern, davon sind 3,4 Liter Reserve.

### Elektrisches System
Die Starterbatterie hat eine Kapazität von 10 Amperestunden und versorgt den elektrischen Anlasser. Die Lichtmaschine erzeugt eine maximale elektrische Leistung von 238 Watt. Die Armatur umfasst einen Tacho- und Hodometer, einen Drehzahlmesser sowie Signalanzeigen für die Fahrtrichtungsanzeiger, das Fernlicht und Warnlampen für Motoröl und Kühlmittel.

### Abgasanlage
Die Abgasnachbehandlung erfolgte ab 2005 durch einen ungeregelten Katalysator und erfüllte die Grenzwerte der Schadstoffklasse EURO2. Die zwei Abgaskrümmer münden am Heck auf der oberen rechten Fahrzeugseite in einem Endschalldämpfer aus Edelstahl.

## Marktsituation
Konkurrenzmodelle in den 1990er Jahren mit vergleichbarer Fahrwerksgeometrie im Marktsegment der „Funbikes“ mit bis zu 60 PS Nennleistung waren die Aprilia Pegaso 650 (1992–2009), die BMW F 650 Funduro (1993–2000), die Honda NX 650 Dominator (1988–2000) und die Suzuki XF 650 Freewind (1987–2003).

## Kritiken
„Offroadtypisch mit 21-Zoll-Vorderrad und Stollenbereifung ausgestattet, gibt sie im Gelände allerdings keine glückliche Figur ab: zu hoch das Gewicht, zu gering die Nehmerqualitäten von Gabel und Federbein. Als Reisemaschine geht sie ebenfalls nicht durch. Zu schmal und zu weich die Sitzbank, und der 15-Liter-Tank begrenzt die Reichweite des durstigen Bikes auf bescheidene 150 bis 200 Kilometer.“

‘The Kawasaki KLE500 is so thin and so uncomfortable that it’s as if man had suddenly reverted to stone as his principle furniture. Thankfully an unhealthy appetite for petrol means you don’t have to suffer it long. Higher speed braking on the Kawasaki KLE500 provides unwelcome excitement by a combination of a weak single disc brake, the soft suspension and woeful tyres. Kawasaki KLE500 is good at U-turns and light trails, though.’

„Die Kawasaki KLE500 ist so schmal und unkomfortabel, als wäre die Menschheit urplötzlich zu Steinen als bevorzugtes Sitzmöbel zurückgekehrt. Dankbarerweise braucht man es aufgrund ihres ungesunden Appetits nach Benzin nicht lange ertragen. Bremsvorgänge bei höheren Geschwindigkeiten bereiten unwillkommene Aufregung durch die Kombination einer schwachen Scheibenbremse, weicher Federung und beklagenswerter Reifen. Bei engem Fahrtrichtungswechseln und auf leichten Feldwegen ist die KLE 500 allerdings gut.“

„Der 500er ist ein robuster und zuverlässiger Geselle. Überdies profitieren vor allem Anfänger und Wiedereinsteiger von der unkomplizierten Art der KLE 500. Dank ihres breiten Lenkers und der aufrechten Sitzposition gehen Richtungswechsel mühelos von der Hand, mit der Motorleistung ist man zu keiner Zeit überfordert.“